# Thujaminiermotte
Die Thujaminiermotte (Argyresthia thuiella, Syn.: Bucculatrix thuiella Packard, 1871), manchmal auch in der Schreibweise Thuja-Miniermotte oder Thujenminiermotte, ist ein Schmetterling (Nachtfalter) aus der Familie der Gespinst- und Knospenmotten (Yponomeutidae).

## Beschreibung
Dieser sehr kleine Falter erreicht eine Flügelspannweite von etwa acht bis neun Millimetern. Die adulten Tiere haben blassgraue oder weiße Flügel mit drei dunkelgrauen oder schwarzen Streifen oder Flecken, die einen 3-Streifen-Effekt hervorrufen, wenn die Motte die Flügel zusammenklappt, um sich auszuruhen.
Die Raupen werden bis zu 7 Millimeter lang und haben einen rötlich-grünen bis bräunlich-grünen Körper und einen schwarzen Kopf.

### Verwandte Arten
- Wacholderminiermotte (Argyresthia trifasciata)

### Ähnliche Arten
(Quelle)
- Argyresthia fundella, kommt nur an Nadelholz-Arten vor.
- Argyresthia retinella, die dunklen Flecken sind am Hinterrand sind weniger ausgeprägt. Kommt nur an Weiden und Birken vor.

## Flugzeit
Die Art fliegt je nach Gegend von Mai bis Juli und wird vom Licht angezogen.

## Verbreitung
Die Art fand sich zuerst in Kanada, den nordöstlichen USA und als isolierte Population in British Columbia. Sie wurde in den USA zuerst 1921 in Connecticut und 1940 in Kanada in Ontario festgestellt. Mit Baumschulware wurde sie nach Europa eingeschleppt. Sie wurde 1971 in den Niederlanden festgestellt, 1975 in Deutschland und 1976 in Österreich.

## Lebensweise
Es entwickelt sich eine Generation pro Jahr, sie überwintert mit schlafenden Raupen in den Blättern der Wirtspflanze. Der Lebenszyklus beginnt im Frühjahr, wenn die Raupen ihre Minen von den Triebspitzen zum Inneren der Krone hin ausweiten. Die Raupen entwickeln sich in nur einer bis zu 5 Millimeter langen Mine.
Sie verpuppen sich von März bis Mai in ihren südlichen Verbreitungsgebieten, bzw. von Mai bis Juni in den nördlichen und fliegen als erwachsene Falter vom späten Mai bis Juli. Die Eiablage erfolgt im Juni oder Juli. Die neugeschlüpfte Raupe gräbt sich dann eine Mine in das Blatt und frisst bis zum Herbst; dadurch werden die Blätter braun.
Unter milden Bedingungen fressen die Raupen auch über den Winter und spinnen sich im Frühjahr ein.

## Nahrung
Die grün bis braun gefärbten Raupen fressen vor allem am Thuja occidentalis, aber auch an anderen Pflanzen der Gattung Lebensbaum (Thuja spec.) sowie Scheinzypressen (Chamaecyparis spec) und Federmohn (Macleaya).

## Schadwirkung
Eine befallene Thuje hat braun verfärbte Triebspitzen. Die Triebe der Scheinzypresse werden erst gelb, dann braun. Das Schadbild ähnelt dem Befall durch Pilze oder Schadbildern von Trockenheit. Am geschädigten Trieb findet sich häufig ein kreisrundes Bohrloch. Die geschädigten Zweigspitzen sind innen hohl gefressen und können mit schwarzen Kotkrümelchen gefüllt sein.
Bäume, die über Jahre mit der Mottenart infiziert sind, können davon sterben, aber im Allgemeinen ist ein Baum in der Lage in einer Wachstumssaison neue Triebe zu treiben. Im Mai sind deutlich die Fraßgänge in den abtrocknenden Blattschuppen im Gegenlicht zu erkennen. Mehrjähriger Befall fördert zudem Sekundärschädiger, wie Nadelpilze und Rinden- bzw. Splintschädlinge (Thuja-Splintkäfer: Phloeosinus thuiella, Phloeosinus aubei).

## Bekämpfung
Durch gezielten Schnitt heller oder brauner Triebspitzen an den Gehölzen lässt sich eine deutliche Reduzierung des Befalls erreichen. Eine Spritzbehandlung gegen beißende Insekten mit den zugelassenen Mitteln ist ebenfalls möglich. Zugelassen sind Präparate mit den Wirkstoffen Azadirachtin (Neem) und Diflubenzuron; wegen Nebenwirkungen nicht zu empfehlen sind Präparate mit den Wirkstoffen Imidacloprid, Acetamiprid, Thiacloprid und Spinosad.